# Chiesa dei Santi Vito e Modesto (Lomazzo)
La chiesa dei Santi Vito e Modesto (più spesso conosciuta semplicemente come San Vito e talvolta indicata come Lomazzo di Sopra) è un edificio religioso di Lomazzo, sede di una delle due parrocchie che compongono la comunità pastorale di Lomazzo, insieme con la parrocchia di San Siro. Fino al 1974 la chiesa apparteneva all'arcidiocesi di Milano e vi era praticato il rito ambrosiano, mentre attualmente appartiene alla diocesi di Como e si pratica il rito romano dal 1981.

## Storia

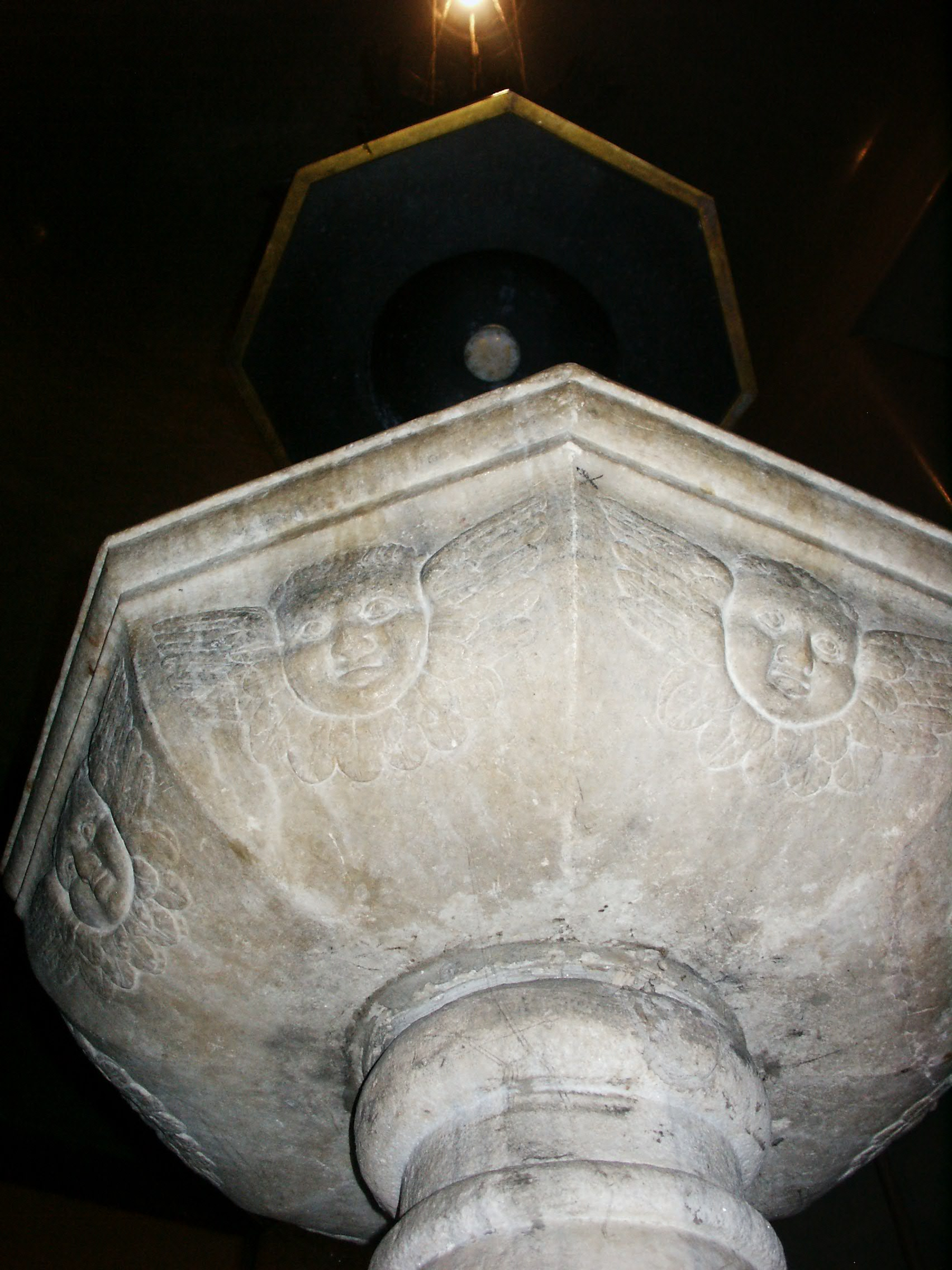
Chiesa di San Vito in Lomazzo - Antico fonte, oggi nel Battistero

La fondazione della chiesa dedicata a San Vito viene fatta risalire alla tarda epoca romana, quando Lomatium/Limatium era un pagus dell'agro comense, nel punto di confine (limes) tra Mediolanum e Novocomum.
Per oltre 1500 anni, dall'alto medioevo sino alla seconda metà del Novecento, il paese di Lomazzo risultò terra di confine, diviso esattamente a metà fra i territori milanesi e comaschi. I due lati della strada centrale del paese appartenevano uno a Como, l'altro a Milano. Delle due chiese, una era comasca e romana, l'altra milanese e ambrosiana.
Nel 1170 viene confermata l'appartenenza della chiesa di S. Vito in Lomazzo all'arcidiocesi di Milano.
Nel 1249 e nel 1286 nello spazio antistante la chiesa vennero siglati i trattati della Pace di Lomazzo fra le città di Como e Milano, allora in lotta per il controllo del territorio strategico posto fra le due città.
L'appartenenza a Milano, definitivamente fissata da questi eventi, non venne più messa in discussione fino al Novecento, quando apparve improcrastinabile affrontare il problema di un unico paese diviso a metà da un confine diocesano.
Nel 1974 il cardinale Giovanni Colombo, arcivescovo di Milano, e il vescovo di Como Felice Bonomini raggiunsero un accordo sulla ridefinizione dei confini ecclesiastici fra Como e Milano, e la parrocchia di San Vito venne dapprima assegnata al clero comasco, pur rimanendo formalmente sotto l'arcidiocesi ambrosiana, e in seguito ceduta alla Diocesi di Como, con decreto del cardinale Carlo Maria Martini dell'8 marzo 1981.
Attualmente San Vito compone la comunità pastorale di Lomazzo insieme con la parrocchia di San Siro.

## Opere d'arte

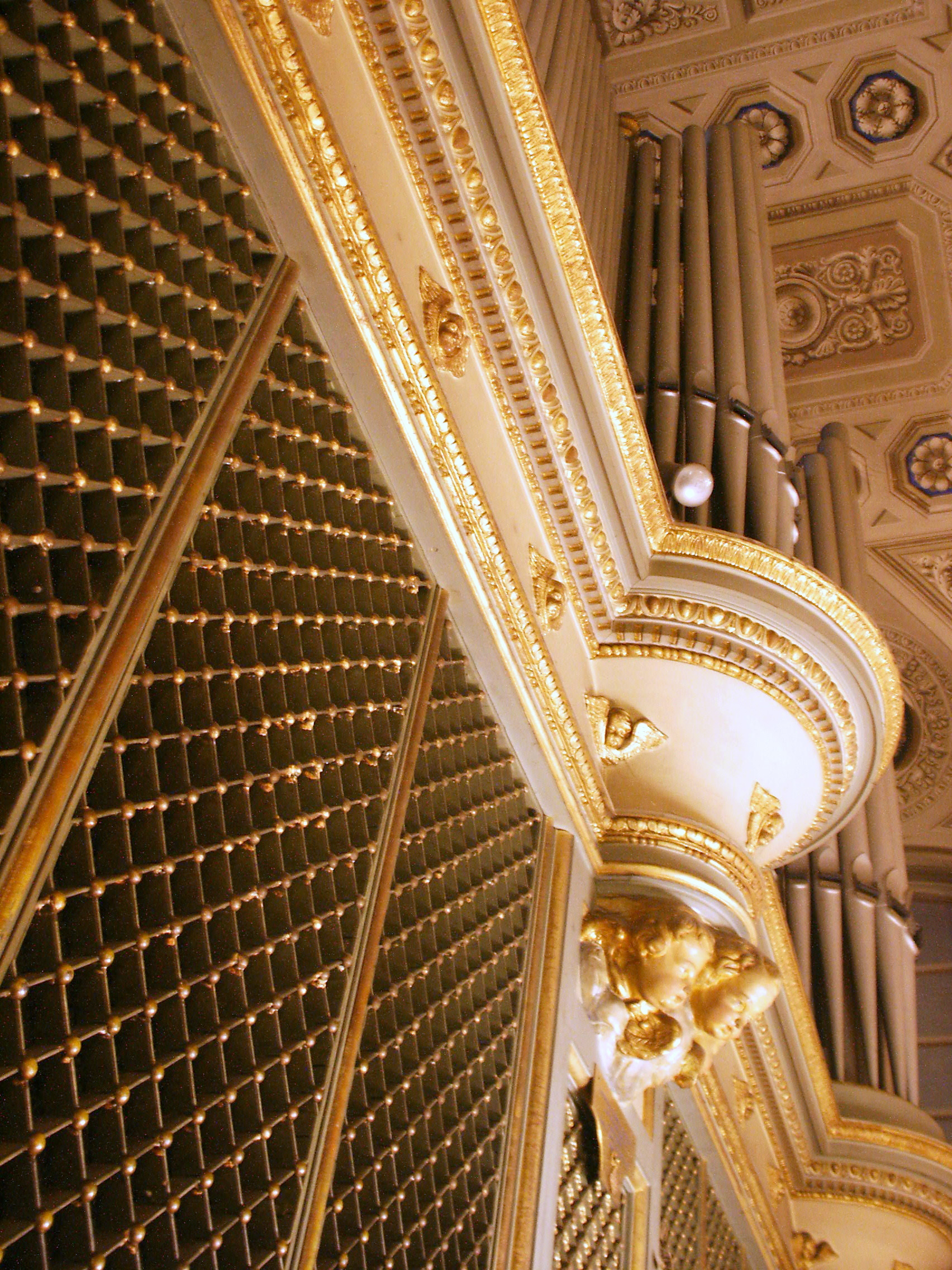
Chiesa di San Vito in Lomazzo - Organo Balbiani Vegezzi Bossi

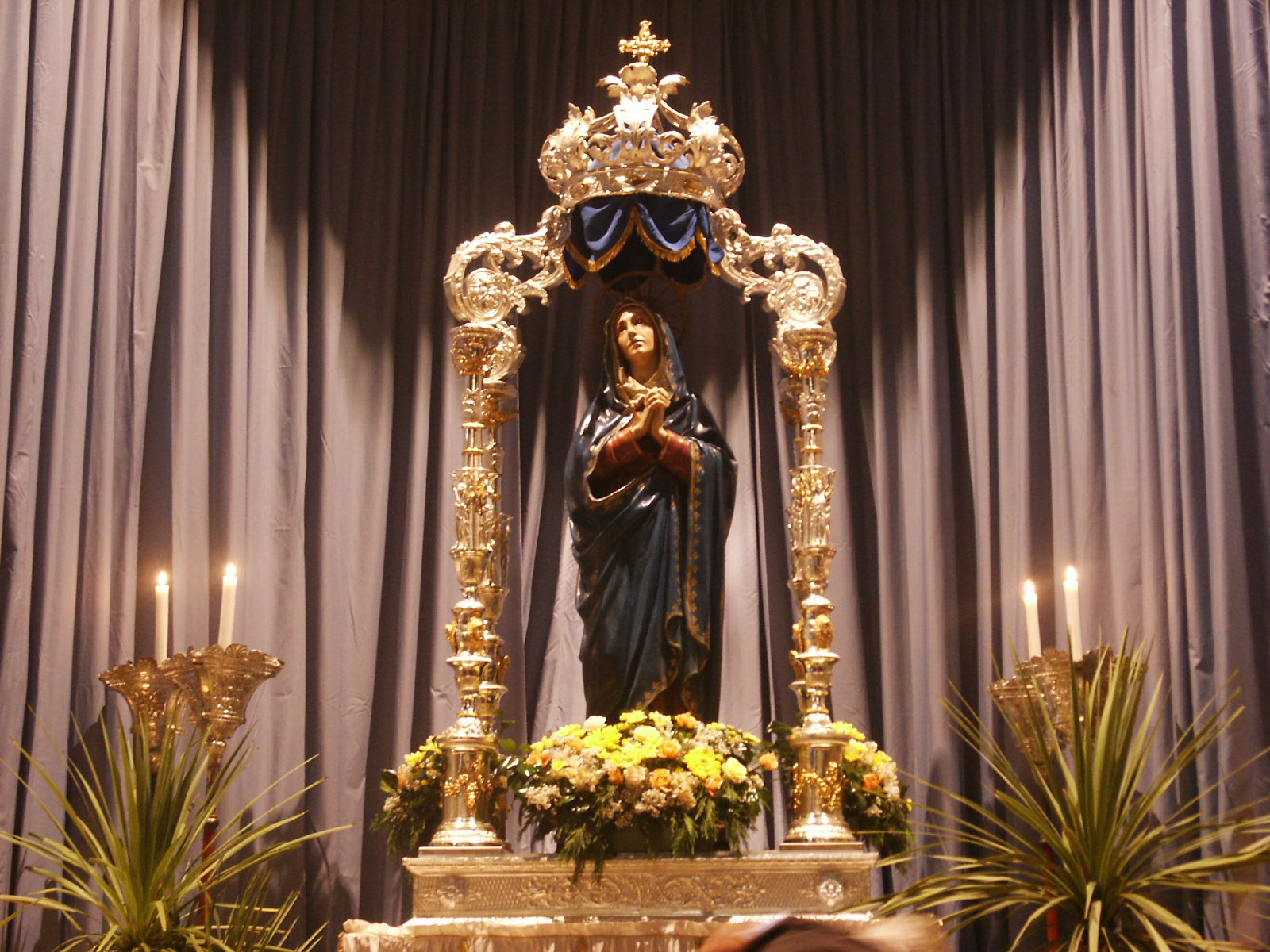
Chiesa di San Vito in Lomazzo - Statua della Madonna Addolorata

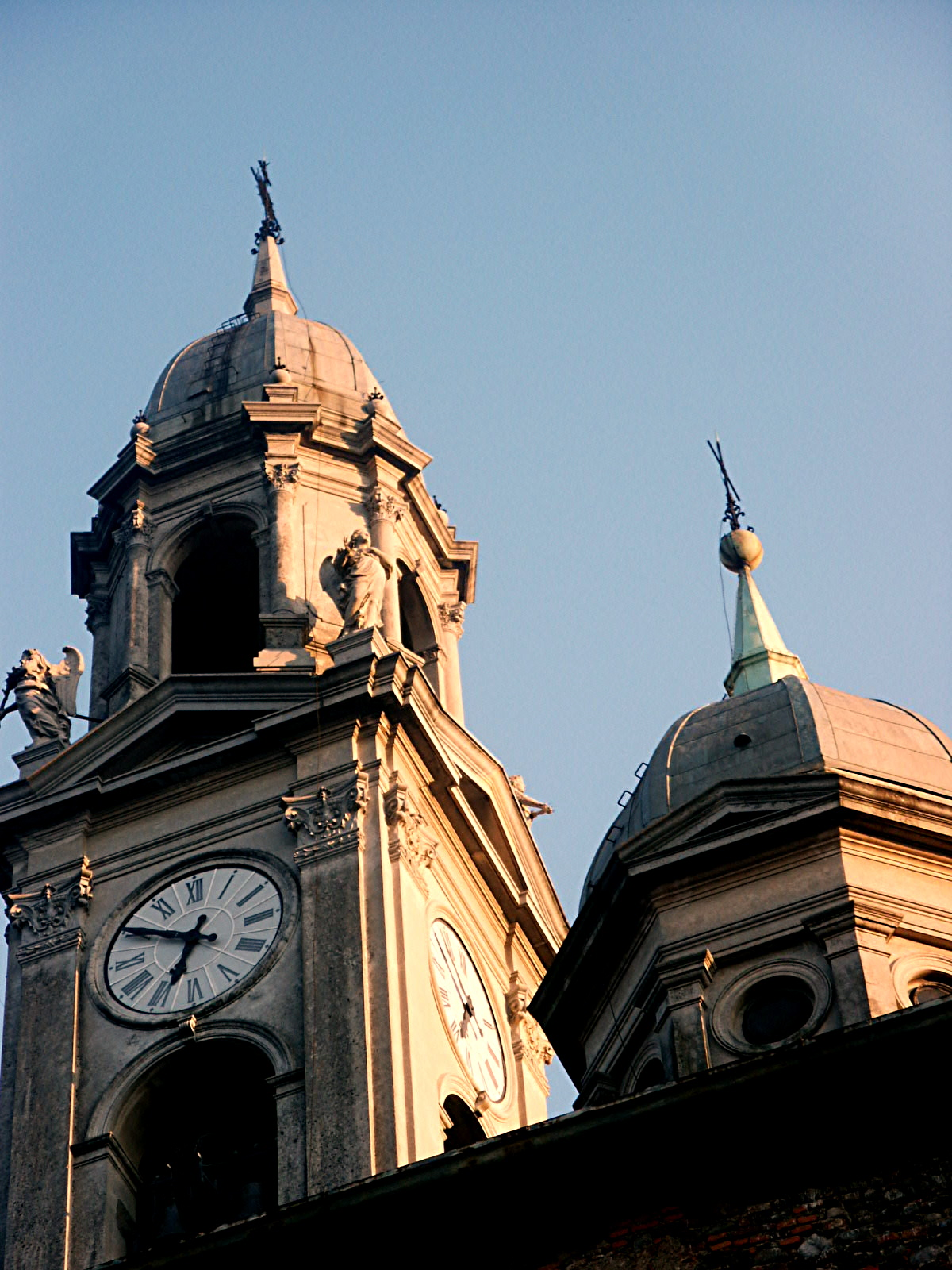
Chiesa di San Vito in Lomazzo - Campanile e lanterna della cupola

La facciata è stata progettata dall'architetto ticinese Simone Cantoni, realizzatore di importanti ville neoclassiche della Brianza e del palazzo ducale di Genova. il rifacimento della facciata si rese necessario a seguito di un rovinoso crollo che danneggiò irreparabilmente la vecchia struttura. A memoria dell'evento, è conservato presso la parrocchia un quadro ex voto che ricorda il miracoloso salvamento dei presenti, che non riportarono ferite nel crollo.
All'interno della chiesa sono presenti opere dello scultore di fama internazionale Francesco Somaini, che ebbe modo di collaborare con Luigi Caccia Dominioni nella realizzazione della cappella del battistero (1964) e nel rinnovo del presbiterio (1969). Caccia Dominioni è l'autore degli interventi di adeguamento architettonico; a Francesco Somaini si deve la realizzazione dei mosaici pavimentali, del coperchio del battistero e delle opere in bronzo costituite dalla croce della mensa'altare e dalla croce intagliata a fuoco sullo sportello in lamina di bronzo del tabernacolo.
Nella chiesa si venera il simulacro della Beata Vergine Addolorata, a cui è dedicato uno degli altari laterali.

## Il campanile
La torre campanaria è stata realizzata postuma negli anni Trenta del Novecento, mantenendo per la cella posta alla sommità le forme e le proporzioni già suggerite dal Cantoni per il lucernario posto sulla cupola al centro della chiesa. Sul campanile è presente un concerto di sei campane in Reb3, di Roverto Mazzola, fuse a Veduggia nel 1971.

## Il Brolo della chiesa di San Vito
L'attuale piazza antistante la chiesa assume l'antichissima denominazione di Brolo, ossia il luogo dove nel medioevo si tenevano le pubbliche adunanze. Nello spazio del Brolo di San Vito, il 30 marzo 1286, fu siglato il trattato della Pace di Lomazzo fra i delegati delle città di Como e Milano, alla presenza degli ambasciatori delle città lombarde. L'evento è tuttora ricordato da una lapide incastonata nella facciata di uno degli edifici presenti.
Anticamente il Brolo era di dimensioni molto contenute; la piazza è stata ricavata negli anni Trenta del Novecento dalla demolizione di alcuni vecchi edifici.

## Reminiscenze e curiosità
Sulla rubrica telefonica, la parrocchia di San Vito è tuttora elencata come Parrocchia ambrosiana di San Vito, nonostante siano trascorsi oltre quarant'anni dal passaggio al rito romano.

## Persone legate alla parrocchia
- Simone Cantoni, architetto

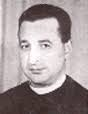
Monsignor Ernesto Teodoro Moneta Caglio, parroco di San Vito, musicologo e preside del Pontificio Istituto Ambrosiano di Musica Sacra

- Beato Michele Carcano, predicatore e fondatore di istituzioni ospedaliere, del quale la chiesa ospita una statua[1]
- Mons. Ernesto Teodoro Moneta Caglio, presbitero e musicologo
- Francesco Somaini, scultore
- Luigi Caccia Dominioni, architetto